# Haute-Amance
Haute-Amance és un municipi francès situat al departament de l'Alt Marne i a la regió del Gran Est. L'any 2007 tenia 999 habitants.

## Demografia

### Població
El 2007 la població de fet de Haute-Amance era de 999 persones. Hi havia 420 famílies de les quals 120 eren unipersonals (56 homes vivint sols i 64 dones vivint soles), 144 parelles sense fills, 124 parelles amb fills i 32 famílies monoparentals amb fills.
La població ha evolucionat segons el següent gràfic:
Habitants censats

### Habitatges
El 2007 hi havia 542 habitatges, 432 eren l'habitatge principal de la família, 55 eren segones residències i 55 estaven desocupats. 528 eren cases i 13 eren apartaments. Dels 432 habitatges principals, 377 estaven ocupats pels seus propietaris, 39 estaven llogats i ocupats pels llogaters i 16 estaven cedits a títol gratuït; 17 tenien dues cambres, 56 en tenien tres, 114 en tenien quatre i 244 en tenien cinc o més. 339 habitatges disposaven pel capbaix d'una plaça de pàrquing. A 200 habitatges hi havia un automòbil i a 180 n'hi havia dos o més.

### Piràmide de població
La piràmide de població per edats i sexe el 2009 era:
| Homes | Edats   | Dones |
| ----- | ------- | ----- |
| 4     | 95 o +  | 0     |
| 4     | 90 a 94 | 8     |
| 0     | 85 a 89 | 4     |
| 8     | 80 a 84 | 16    |
| 20    | 75 a 79 | 40    |
| 24    | 70 a 74 | 32    |
| 44    | 65 a 69 | 32    |
| 40    | 60 a 64 | 36    |
| 28    | 55 a 59 | 20    |
| 48    | 50 a 54 | 36    |
| 36    | 45 a 49 | 36    |
| 32    | 40 a 44 | 36    |
| 36    | 35 a 39 | 16    |
| 40    | 30 a 34 | 32    |
| 32    | 25 a 29 | 28    |
| 16    | 20 a 24 | 8     |
| 60    | 15 a 19 | 28    |
| 36    | 10 a 14 | 28    |
| 24    | 5 a 9   | 8     |
| 28    | 0 a 4   | 20    |

## Economia
El 2007 la població en edat de treballar era de 605 persones, 410 eren actives i 195 eren inactives. De les 410 persones actives 383 estaven ocupades (218 homes i 165 dones) i 27 estaven aturades (11 homes i 16 dones). De les 195 persones inactives 84 estaven jubilades, 52 estaven estudiant i 59 estaven classificades com a «altres inactius».

### Ingressos
El 2009 a Haute-Amance hi havia 445 unitats fiscals que integraven 1.029 persones, la mediana anual d'ingressos fiscals per persona era de 15.905 €.

### Activitats econòmiques
Dels 37 establiments que hi havia el 2007, 3 eren d'empreses extractives, 1 d'una empresa alimentària, 5 d'empreses de fabricació d'altres productes industrials, 7 d'empreses de construcció, 6 d'empreses de comerç i reparació d'automòbils, 2 d'empreses de transport, 2 d'empreses d'hostatgeria i restauració, 2 d'empreses financeres, 1 d'una empresa immobiliària, 1 d'una empresa de serveis, 5 d'entitats de l'administració pública i 2 d'empreses classificades com a «altres activitats de serveis».
Dels 9 establiments de servei als particulars que hi havia el 2009, 1 era una oficina de correu, 1 taller de reparació d'automòbils i de material agrícola, 2 paletes, 1 guixaire pintor, 1 fusteria, 1 electricista, 1 perruqueria i 1 restaurant.
Dels 2 establiments comercials que hi havia el 2009, 1 era una botiga de més de 120 m² i 1 una fleca.
L'any 2000 a Haute-Amance hi havia 32 explotacions agrícoles que ocupaven un total de 2.016 hectàrees.

## Equipaments sanitaris i escolars
El 2009 hi havia 1 escola maternal integrada dins d'un grup escolar amb les comunes properes formant una escola dispersa i 1 escola elemental integrada dins d'un grup escolar amb les comunes properes formant una escola dispersa.

## Poblacions més properes
El següent diagrama mostra les poblacions més properes.